# Achille Auban
Pour les articles homonymes, voir Auban.
 (novembre 2019).
Si vous disposez d'ouvrages ou d'articles de référence ou si vous connaissez des sites web de qualité traitant du thème abordé ici, merci de compléter l'article en donnant les références utiles à sa vérifiabilité et en les liant à la section « Notes et références ».
Achille Auban est un résistant et homme politique socialiste français, né le 14 avril 1912 à Eup (Haute-Garonne) et décédé le 12 avril 1973 à Toulouse (Haute-Garonne).

## Biographie
Engagé au sein des jeunesses socialistes et des faucons rouges pendant ses études de droit, qu'il suit à Toulouse, à partir de 1931, il devient employé municipal à la mairie de cette ville après l'obtention de sa licence, en 1933. Il sera, à partir de 1945, directeur du service contentieux de la ville.
Adhérent de la SFIO à partir de 1932, il milite dans le canton de Saint-Béat dont il est originaire. L'aide qu'il apporte alors aux républicains espagnols lui vaut la Médaille de la République.
Mobilisé en 1939, il est rendu à la vie civile en août 1940 sans avoir été envoyé au front. Il se rapproche alors de la résistance et participe au mouvement Libérer et Fédérer, animé par Gilbert Zaksas et Silvio Trentin. Sous la houlette de Pierre Bertaux, il participe aux actions militaires de l'Armée secrète.
À la Libération, son action pendant la guerre lui vaudra la croix de guerre et la médaille de la Résistance. Il sera plus tard fait chevalier de la Légion d'honneur.
N'ayant jamais rompu ses liens avec le mouvement socialiste, il participe à la reconstruction de la fédération socialiste de Haute-Garonne, et est élu, sous l'étiquette SFIO, conseiller général en 1945, puis maire de Saint-Béat en 1947, mandat qu'il conserve jusqu'en 1971.
En janvier 1947, il devient député de Haute-Garonne, à la suite de l'élection de Vincent Auriol, qu'il supplée, à la Présidence de la République. Tête de liste SFIO en 1951, il est réélu.
Opposant à la Communauté européenne de défense, votant contre le traité de Paris et Londres, il est temporairement exclu de la SFIO début 1955.
Après la chute du gouvernement Guy Mollet, il est nommé sous-secrétaire d’État à l’aviation civile dans le gouvernement Bourgès-Maunoury.
Contrairement à d'autres socialistes qui allaient rompre avec la SFIO, ce n'est pas la politique algérienne de Guy Mollet qui le conduit à quitter le parti, mais son soutien au retour de De Gaulle. Cette orientation politique lui vaut de perdre son siège de député lors des élections législatives de 1958.
L'année suivante, il participe à la création du Parti socialiste autonome en Haute-Garonne, et siège, en 1960, au bureau national du Parti socialiste unifié (PSU). Il reste fidèle à son parti jusqu'à sa mort.
À plusieurs reprises, par la suite, il tente de reconquérir un siège de député, mais sans succès. De fait, dans les années 1970, son influence politique se limite de plus en plus à son activité de conseiller général du canton de Saint-Béat.
Il est le père de Bertrand Auban, futur sénateur de 1998 à 2014.

## Fonctions
- Sous-secrétaire d'État à l'Aviation civile du gouvernement Maurice Bourgès-Maunoury (du 17 juin 1957 au 30 septembre 1957)
- Député SFIO de la Haute-Garonne (1947-1958)

## Décorations
- Médaille de la Résistance française, à titre posthume par le décret du décret du 5 juin 1945[1].
- Croix de guerre 1939–1945
- Chevalier de la Légion d'honneur